# Prałatura terytorialna Itaituba
Prałatura terytorialna Itaituba (łac. Territorialis Praelatura Itaitubaënsis) – prałatura terytorialna Kościoła rzymskokatolickiego w Brazylii. Należy do metropolii Santarém i wchodzi w skład regionu kościelnego Norte 2. Została erygowana przez papieża Jana Pawła II bullą De peramplis quidem w dniu 6 lipca 1988. Początkowo przypisana była do metropolii Belém do Pará, zaś od 2019 jest sufraganią metropolii Santarém.

## Główne świątynie
- Katedra: Katedra św. Anny w Itaitubie

## Prałaci terytorialni
- Capistrano Francisco Heim OFM (1988–2010)
- Wilmar Santin O. Carm. (od 2011)